# Пелекити
Пелекити (грч. Πελεκητή) је насељено место у општини Паранести у периферији Источна Македонија и Тракија, Грчка. Према попису из 2021. године било је 3 становника.
Пелекити је раније била махала турског села Платанија (тада Козлукој). Године 1924. турско становништво је принудно исељено у Турску а на њихово место је насељено неколико грчких избегличких породица, којих је на попису из 1928. године било 57. Село се раније звало Балтаџилар.